# Edward Bunnet
Edward Bunnet (Shipdham, Norfolk, 26 de juny de 1834 - Norwich, 5 de gener de 1923) fou un compositor i organista anglès. Des de 1880 fou organista de l'església de Sant Andreu i auxiliar de la Catedral i a partir de 1908 de l'església de Sant Pere. La seva millor obra és un magnificat que s'executà en la majoris de les esglésies d'Anglaterra i valgué al seu autor el títol de doctor en Música que li atorgà la Universitat de Cambridge.